# تعرض

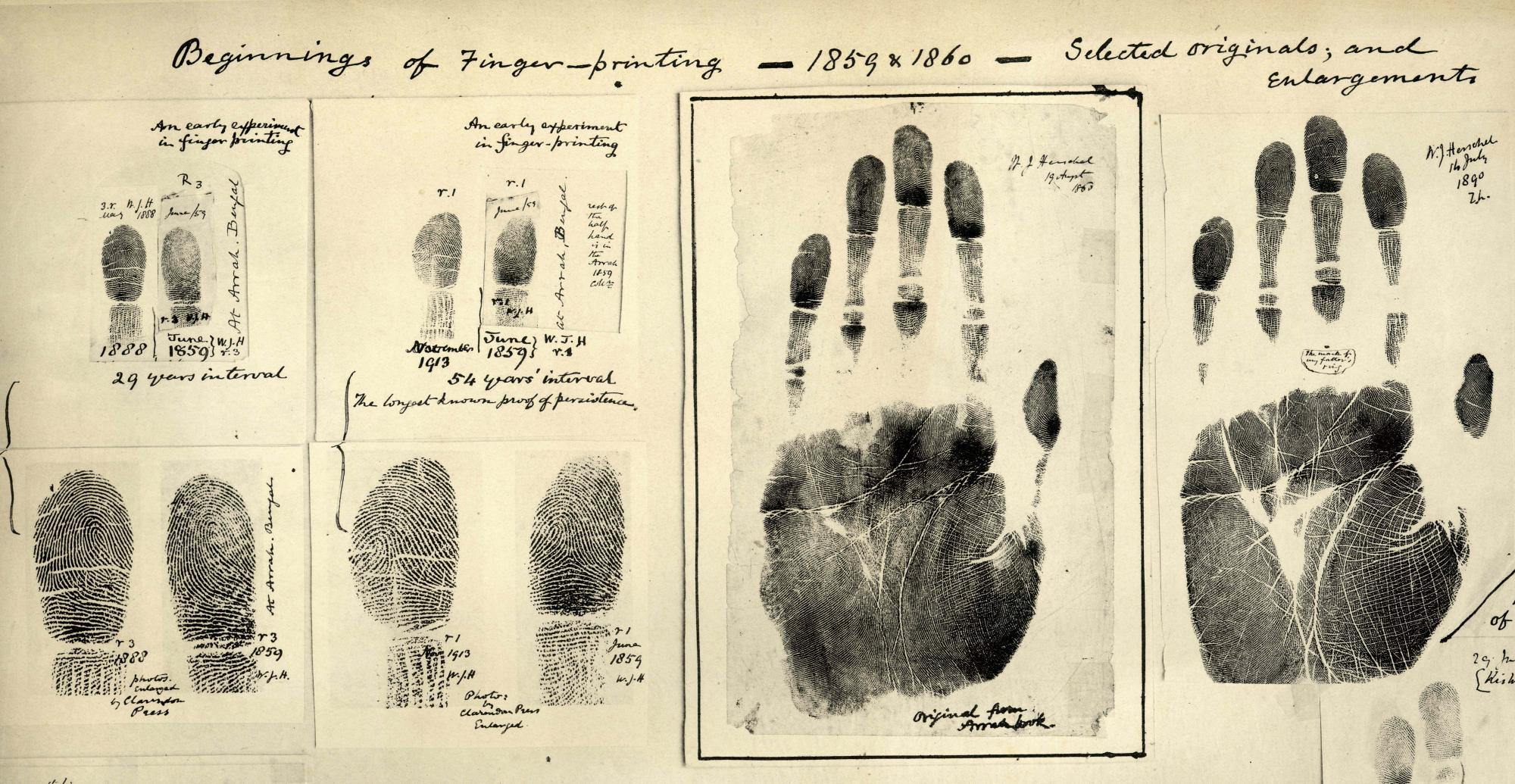
اثر انگشت گرفته شده توسط ویلیام جیمز در سال ۱۸۶۰ در یک پرونده تعرض

تعرض (به انگلیسی: Assault) بر اساس تعریف کامن لا (قانون مصوب سال ۱۰۶۶ میلادی در انگلستان) به عملی گفته می‌شود که باعث هراس فردی از آسیب قریب‌الوقوع یا حمله به فرد مورد نظر می‌شود.